# Seznam otokov
Seznam otokov
- Admiralski otoki (Papuanska Nova Gvineja)
- Alandsko otočje  (Švedska/Finska)
- Aldabrsko otočje (Sejšeli)
- Aleuti (ZDA-Aljaska)
- Aleksandrina dežela (Rusija)
- Aleksandrov arhipelag (ZDA)
- Ameriška Samoa (ZDA)
  - Aunu'u
  - Ofu
  - Olosega
  - Rose Island
  - Swains Island
  - Ta'u
  - Tutuila
- Amindivi (Indija)
- Amiranti (Sejšeli)
- Andamani (Indija)
- Angvila (Združeno kraljestvo)
- Anjoujevi otoki (Rusija)
- Antigva (Antigva in Barbuda)
- Antikitera (Grčija)
- Antili
- Antimelos (Grčija)
- Antipodi (Nova Zelandija)
- Arktični arhipelag (Kanada)
- Astipalaja (Grčija)
- Aucklandovi otoki
- Azori
- Babujanski otoki (Filipini)
- Baffinov otok (Kanada)
- Bahamsko otočje (Bahami)
- Bahrajn (Bahrajn)
- Bakerjev otok (ZDA)
- Baleari
- Ballenyjevi otoki (Antarktika)
- Banksov otok (Kanada)
- Banksovi otoki (Vanuatu)
- Barentsov otok (Norveška)
- Bathurstov otok (Kanada)
- Belcherjevi otoki (Kanada)
- Beli otok (Rusija)
- Beringov otok (Rusija)
- Berknerjev otok (Antarktika)
- Bermudski otoki (Združeno kraljestvo)
- Bismarckovo otočje (Papuanska Nova Gvineja)
- Boljševik (Rusija)
- Borneo
- otoki Bounty (Nova Zelandija)
- Bouvetov otok (Norveška)
- Božični otok (Avstralija)
- Britansko otočje
- Campbellov otok (Nova Zelandija)
- Cejlon (Šrilanka)
- Ceram (Indonezija)
- Chathamski otoki (Nova Zelandija)
- Ciper
- Clippertonov otok (Francija)
- Cookovi otoki (Nova Zelandija)
  - Aitutaki
  - Atiu
  - Palmerston
  - Mangaia
  - Manihiki (Humphrey)
  - Manuae
  - Mauke
  - Mitiaro
  - Nassau
  - Pukapuka (Danger)
  - Rakahanga (Reirson)
  - Rarotonga
  - Suwarrow (Anchorage)
  - Takutee
  - Tongareva (Penrhyn)
- Crozetovi otoki (Francija)
- Čeri svetega Petra in Pavla (Brazilija)
- Delos (Grčija)
- Deviško otočje (ZDA/ Združeno kraljestvo)
- Deviški otoki Združenih držav
- D'Entrecasteauxevi otoki (Papua)
- Dežela Franca Jožefa (Rusija)
- Dodekanez
- Družbeno otočje /Francija)
  - Moorea
  - Tahiti
  - Bora Bora
  - Maupiti
- Džerba (Tunizija)
- Egadski otoki (Italija)
- Egejski otoki (Grčija/Turčija)
- Egina (Grčija)
- Ekvatorsko otočje (Line Islands)-Kiribati/ZDA
  - Tabuaeran (Fanning Island)
  - Teraina (Washington Island)
  - Tongareva (Penhryn Island)
- Ellesmere (Kanada)
- Evboja (Grčija)
- Falklandi
- Farazansko otočje (S. Arabija/Jemen)
- Farquharsko otočje (Sejšeli)
- Feniksovo otočje (Kiribati)
- Ferski otoki (Danska)
- Fidži
  - Viti Levu (Fidži)
  - Vanua Levu (Fidži)
- Filipinsko otočje
  - Luzon
  - Mindanao
  - Batanski otoki
- Fraserjev otok (Avstralija)
- Frizijski otoki (Nemčija/Nizozemska/Danska)
- Galapaški otoki (Ekvador)
- Gilbertovo otočje (Kiribati)
- Goughov otok (Združeno kraljestvo)
- Grenadine (Sveti Vincencij in Grenadine)
- Grenlandija (Danska)
- Gvadelup (Francija)
- Gvam (ZDA)
- Hallovo otočje (Mikronezija)
- Havaji (ZDA)
  - Glavni otoki
    - Havaji
    - Kaho'olawe
    - Kaua'i
    - Lana'i
    - Maui
    - Moloka'i
    - Ni'ihau
    - O'ahu

  - Severozahodno havajsko otočje
    - Kaula
    - Nihoa
    - Necker
    - French Frigate Shoals
    - Gardner Pinnacles
    - Maro Reef
    - Laysan
    - Lisianski
    - Pearl and Hermes Reef
    - otoki Midway
    - Kure
- Hajnan (Kitajska)
- Heardov otok  (Avstralija)
- Hebridi (Združeno kraljestvo)
- Hidra (Grčija)
- Hios (Grčija)
- Hispaniola (Dom. republika/Haiti)
- Hijerski otoki (Francija)
- Howlandov otok (ZDA)
- Hudičev otok (Île du Diable) Francija
- Ibiza
- Ikarija (Grčija)
- Indonezijsko otočje
- Insulindija (Malezija/Indonezija/Filipini/Brunej/Vzhodni Timor)
- Irska
- Islandija
- Itaka (Grčija)
- Iwo Jima
- Jamajka
- Japonsko otočje
  - Honšu
  - Hokaido
  - Šikoku
  - Kjušu
  - otočje Rjukju
  - Okinavski otoki
    - Okinava

  - Izujski otoki
  - Otoki Bonin
  - Amamijski otoki
  - Osumijski otoki
  - Vulkanski otoki
  - Cušima
- Jarvisov otok (ZDA)
- Java (Indonezija)
- Johnstonov atol (ZDA)
- Jonski otoki (Grčija)
- Južna Georgija in Sandwichevi otoki (Združeno kraljestvo)
- Južni Orknejski otoki (Združeno kraljestvo)
- Južni Sandwichevi otoki (Združeno kraljestvo)
- Južni Shetlandski otoki (Združeno kraljestvo)
- Južno otočje (Francija)
- Kačji otok (Ukrajina)
- Kaijski otoki (Indonezija)
- Kajmanski otoki (Združeno kraljestvo)
- Kampanijski otoki (Italija)
- Kanalski otoki (ZDA)
- Kanalski otoki (Združeno kraljestvo)
- Kanarski otoki (Španija)
  - Tenerifa
  - El Hierro
  - Fuerteventura
  - Gran Canaria
  - La Gomera
  - Lanzarote
- Karaginski otok (Rusija)
- Karibski otoki
- Karolinsko otočje (Mikronezija)
  - otočje Chuuk
  - Yapski otok
- Karimatsko otočje (Indonezija)
- Karpatos
- Kefalonija
- Kengurujski otok (Avstralija)
- Kerguelenovi otoki (Francija)
- Kerkenski otoki (Tunizija)
- Kermadecovi otoki (Nova Zelandija)
- Kikladi
- Kitera
- Kokosov otok (Kostarika)
- Kokosovi otoki (Avstralija)
- kolgujev (Rusija)
- Komandantovi otoki (Rusija)
- Komori (Komori/Francija)
- Korzika
- Kotelni (Rusija)
- Krakatav (Indonezija)
- Kreta
- Krf
- Kuba
- Kurili (Rusija)
- Lakadivi (Indija)
- Liparski otoki (Italija)
- Ljahovska otoka (Rusija)
- Lokrida
- Longovi otoki (Rusija)
- Louisiadi (Papua)
- Macclesfieldova plitvina Južnokitajsko morje
- Macquariejev otok (Avstralija)
- Madagaskar
- Madeirski otoki (Portugalska)
- Majorka
- Maldivi
- Mali Sundski otoki
- Mali Nikobar (Indija)
- Marijansko otočje (Združene države Amerike)
  - Severno Marijansko otočje
    - Saipan
    - Rota
    - Tinian
    - Farallon de Pajaros
- Marijini otoki (Mehika)
- Markizovo otočje (Francija)
  - otočje Tuamotu (Francija)
  - Gamberjevo otočje (Francija)
- Marmorni otok (Turčija)
- Marshallovo otočje
  - Bikini
  - Enewetak
  - Kwajalein
- Martinik (Francija)
- Masira (Oman)
- Maskareni (Mavricij/Francija)
- Mavricij
- McDonaldovi otoki (Avstralija]]
- Medvedji otok (Norveška)
- Medvedji otoki (Rusija)
- Melvillovotok (Kanada)
- Melvillovotok (Avstralija)
- Menorka
- Mentavajski otoki (Indonezija)
- Merguijsko otočje (Mjanmar]]
- Moluki (Indonezija)
- Mortlockovo otočje (Mikronezija)
- Natunsko otočje (Indonezija)
- Nikobari (Indija)
- Nordenskjoldov arhipelag (Rusija)
- Nova dežela (Rusija)
- Nova Fundlandija (Kanada)
- Nova Gvineja (Papua)
- Nova Kaledonija (Francija)
- Nova Sibirija (Rusija)
- Novi Amsterdam (Francija)
- Novosibirski otoki (Rusija)
- Ognjena zemlja (Čile/Argentina)
- Nova Zelandija
  - D'Urvillov otok
  - Great Barrier Island
  - Južni otok
  - Kapiti (otok)
  - Severni otok
  - Stewartov otok / Rakiura
  - Waiheke
  - otočje Tokelav
  - otoki Bounty
  - otoki treh kraljev
- Otok lorda Howa (Avstralija)
- Novi Hebridi (Vanuatu)
- otočje Bijagos (Gvineja Bissau)
- otočje lojalnosti (Francija, Îles Loyauté]]
- Otočje Paracel
- otočje Chagos?
- Otoki Riau (Malezija)
- otočje Tonga
  - Ha'apai
  - Tongatapu
  - Vava'u
  - Otočje razočaranja (Francij, Îles du Désappointement)
- Otoki Midway (ZDA)
- Arhipelag Chiloé (Čile)
- Man (Združeno kraljestvo)
- Otok svete Katarine (Brazilija)
- Otok Robinsona Crusoeja (Čile)
- Otoki biserov (Panama)
- Otoki Scilly (Združeno kraljestvo)
- Otoki kraljice Šarlote
- Pitcairnov otok (Združeno kraljestvo)
- Privetrni otoki (Srednja Amerika)
- Palavan (Filipini)
- Palavsko otočje (Palav)
- Palmerjevo otočje (Antarktika)
- Parryjevi otoki (Kanada)
- Pelagijski otoki (Italija)
- Perim (Jemen)
- Poncijski otoki (Italija)
- Prinčevi otoki (Turčija)
- Papuanska Nova Gvineja
  - Nova Britanija
  - Nova Irska
  - Novi Hanover
  - Saint Matthias Group
  - Bougainvillov otok
  - Trobriand Islands
- Reunion (Francija)
- Revillagigedovi otoki (Mehika)
- Rodos
- Rossov otok (Antarktika)
- Salomonovo otočje
  - Bellona
  - Choiseul
  - Florida Island
  - Guadalcanal
  - Malaita
  - Maramasike
  - Nova Georgija
  - Rennell
  - Russel Islands
  - San Cristobal
  - Svetokriški otoki
  - Santa Isabel
  - Shortland Islands
  - Sikaiana
  - Tulagi
  - Ulawa
  - Uki
- Samojski otoki
  - Savai'i
  - Upolo
- Samotraka
- Sangiški otoki (Indonezija)
- Santorin
- Sardinija
- Schoutenovi otoki (indonezija)
- Sejšeli
- Senjavinovo otočje (Mikronezija)
- Severna dežela (Rusija)
- Severovzhodna dežela (Norveška]]
- Shetlandski otoki
- Sicilija
- Sokotra
- Spitsbergi ali Svalbard (Norveška)
- Sporadi
- Spratlyjevo otočje
- Sulavezi (Celebes, Indonezija)
- Sumatra
- Sundski otoki
- Sveta Helena (Združeno kraljestvo)
- Sveti Krištof
- Sveti Vincencij
- Tasmanija
- Toskanski otoki (Italija)
- Tuvalu
- Vancouvrov otok (Kanada)
- Velikonočni otok/Rapa Nui (Čile)
- Viktorijin otok (Kanada)
- Vranglov otok (Rusija)
- Wellesleyjevo otočje (Avstralija)
- Wellingtonov otok (Čile)
- Wakeov otok (ZDA)
- Wallis in Futuna (Francija)
- Zavetrni otoki (Srednja Amerika)

## Otoki, ki niso zajeti med eksonime
Francoska Polinezija
- Tetiaroa
- Maiao
- Mehetia
- Huahiné
- Taha'a & Raïatea
- Tupai
- Mopelia

Tuvalu
- Funafuti
- Amatuku
- Avalau
- Falaoigo
- Fale Fatu (ali Falefatu)
- Fatato
- Fongafale
- Fuafatu
- Fuagea
- Fualefeke (ali Fualifeke)
- Fualopa
- Funafala
- Funamanu
- Luamotu
- Mateiko
- Motugie
- Motuloa
- Mulitefala
- Papa Elise (ali Funangongo)
- Teafuafou
- [[Te Afualiku]** Tefala
- Tengasu
- Telele
- Tengako (polotok otoka Fongafale)
- Tepuka
- Tepuka Vili Vili
- Tutanga
- Vasafua
- Nanumanga (ali Nanumaga)
- Nanumea
- Lakena
- Lefogaki
- Nanumea
- Teatua a Taepoa
- Temotufoliki
- Niulakita
- Niutao
- Nui
- Fenua Tapu
- Meang
- Motupuakaka
- Pakantou
- Piliaieve
- Pongalei
- Talalolae
- Tokinivae
- Unimai
- Nukufetau
- Faiava Lasi
- Fale
- Funaota
- Kongo Loto Lafanga
- Lafanga
- Matanukulaelae
- Motufetau
- Motulalo
- Motuloa (jug Nukufetauja)
- Motuloa (sever Nukufetauja)
- Niualuka
- Niuatui
- Sakalua
- Savave
- Teafatule
- Teafuaniua
- Teafuanonu
- Teafuone
- Temotuloto
- Nukulaelae
- Vaitupu
- Luasamotu
- Mosana
- Motutanifa
- Temotu
- Te Motu Olepa
- Tofia

Novi Hebridi (Vanuatu)
- Ambrym
- Anatom
- Aoba
- Éfaté
- Erromango
- Espiritu Santo
- Hunter (zahtevata Francija in Vanuatu)
- Îles Torres
- Maéwo
- Matthew (zahtevata Francija in Vanuatu)
- Malakula
- Pentecóte
- Tanna

- Tajvan (otok)